# Betula occidentalis
Betula occidentalis är en björkväxtart som beskrevs av William Jackson Hooker. Betula occidentalis ingår i släktet björkar och familjen björkväxter. Inga underarter finns listade.
Denna björk förekommer i centrala och västra USA i delstaterna Arizona, Idaho, North Dakota, Utah, Montana, Colorado, Nebraska, Oregon, Nevada, Alaska, New Mexico, Kalifornien, Wyoming, South Dakota och Washington. Den växer även i Kanada i Ontario, Northwest Territories, Alberta, Manitoba, British Columbia, Yukon och Saskatchewan. Kanske når den även Nunavut. Arten hittas i låglandet och i bergstrakter mellan 100 och 3000 meter över havet. Den är utformad som ett upp till 10 meter högt träd eller som buske. Betula occidentalis ingår ofta i galleriskogar eller den växer nära insjöar. Arten bildar lövskogar tillsammans med träd av poppelsläktet, videsläktet, alsläktet samt med videkornell (Cornus sericea).
I utbredningsområdet används trädets trä som bränsle eller för staketstolpar. En intensivare kommersiell användning saknas. Nordamerikas ursprungsbefolkning skapar paddel, snöskor och verktyg av artens trä och av barken produceras bland annat kanadensare och väskor. Björken planteras intill vattendrag för att motverka erosionen.
Får, getter och svartsvanshjortar äter björkens löv. Stammen och grenar används av amerikansk bäver för att bygga bäverdammen. Fåglar som bredstjärtad kolibri och rödnackad savspett äter trädes sav.
För beståndet är inga hot kända. I Ontario och Nebraska är Betula occidentalis däremot mycket sällsynt. Hela populationen anses vara stabil. IUCN listar arten som livskraftig (LC).

## Bildgalleri

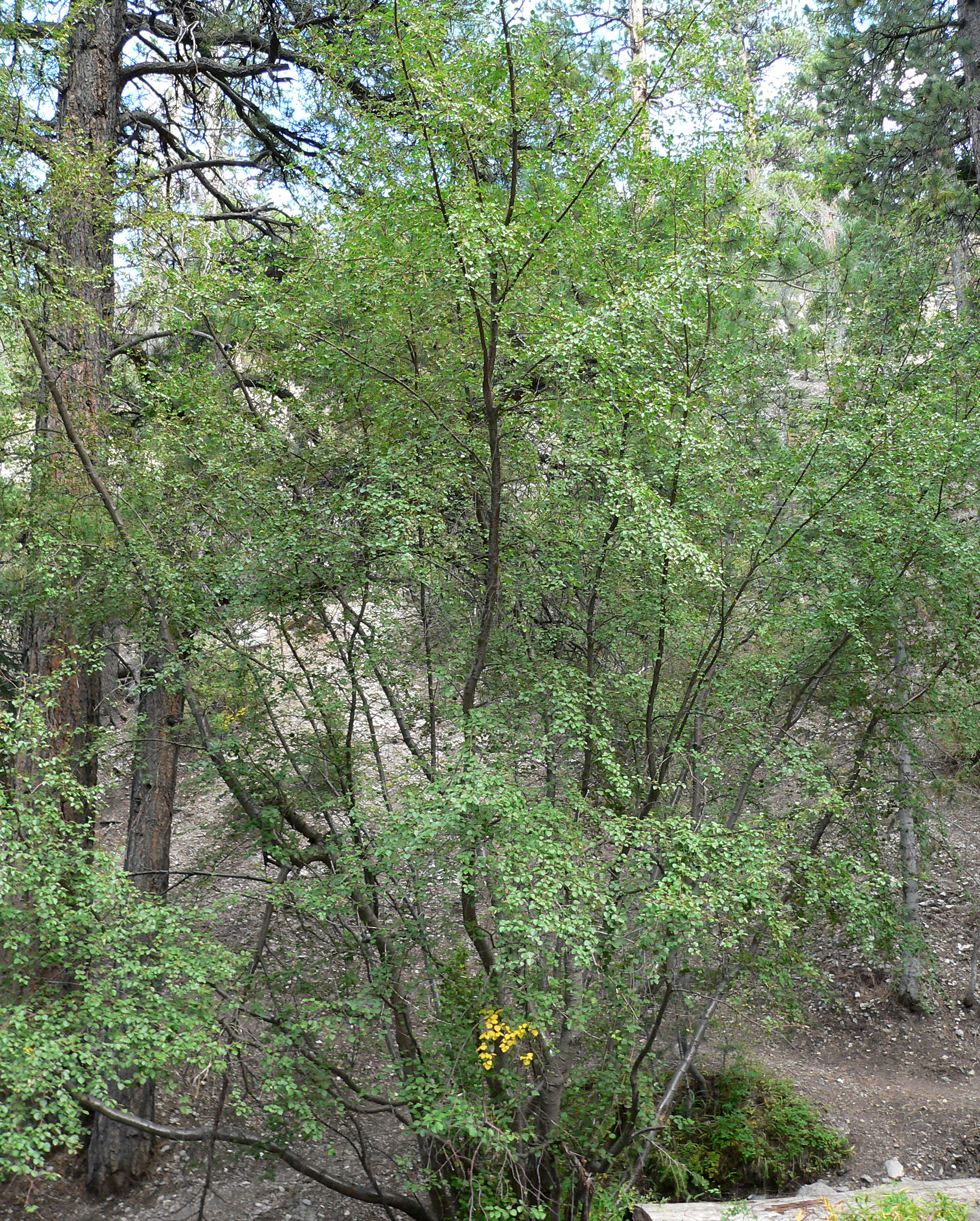
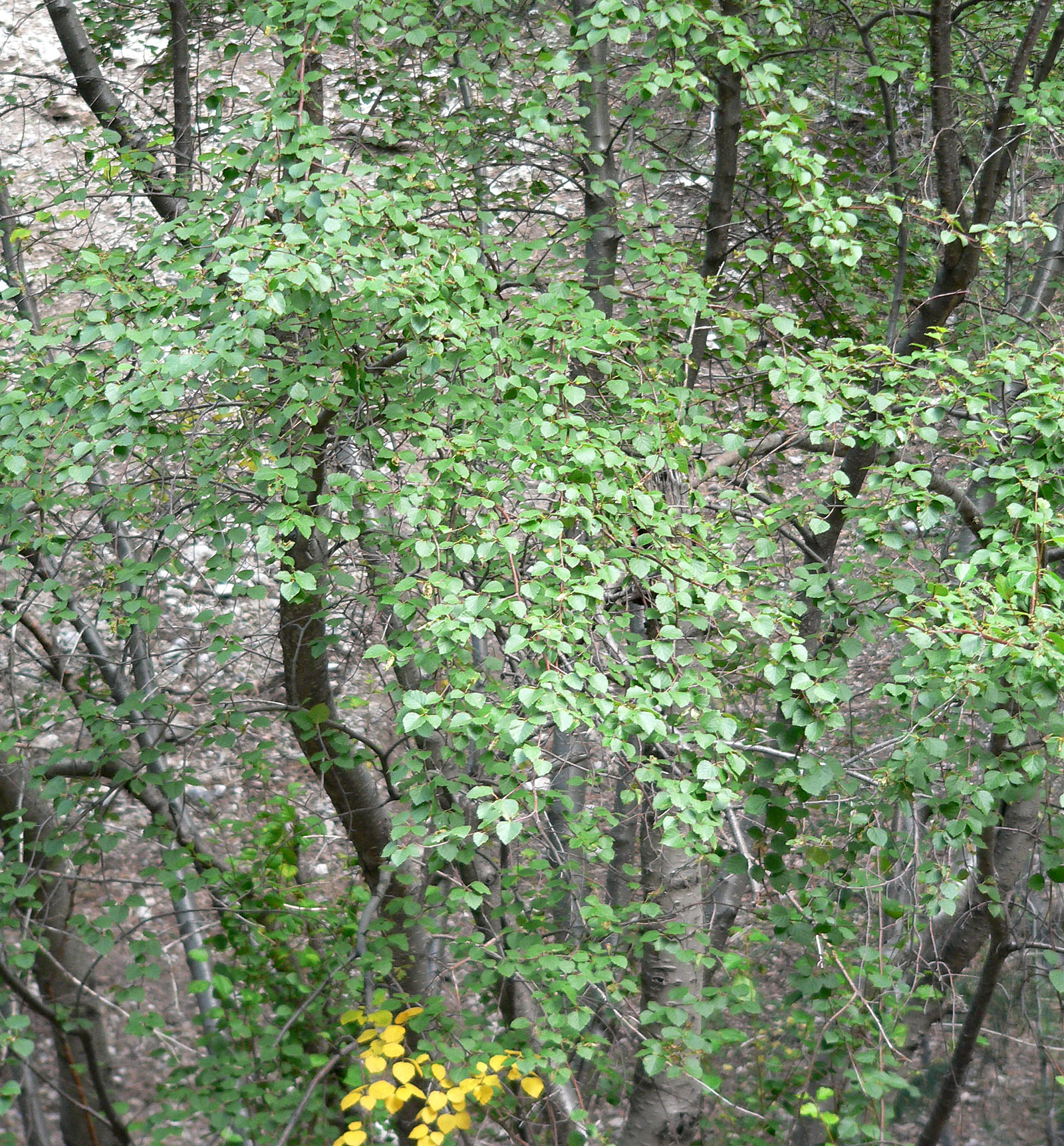
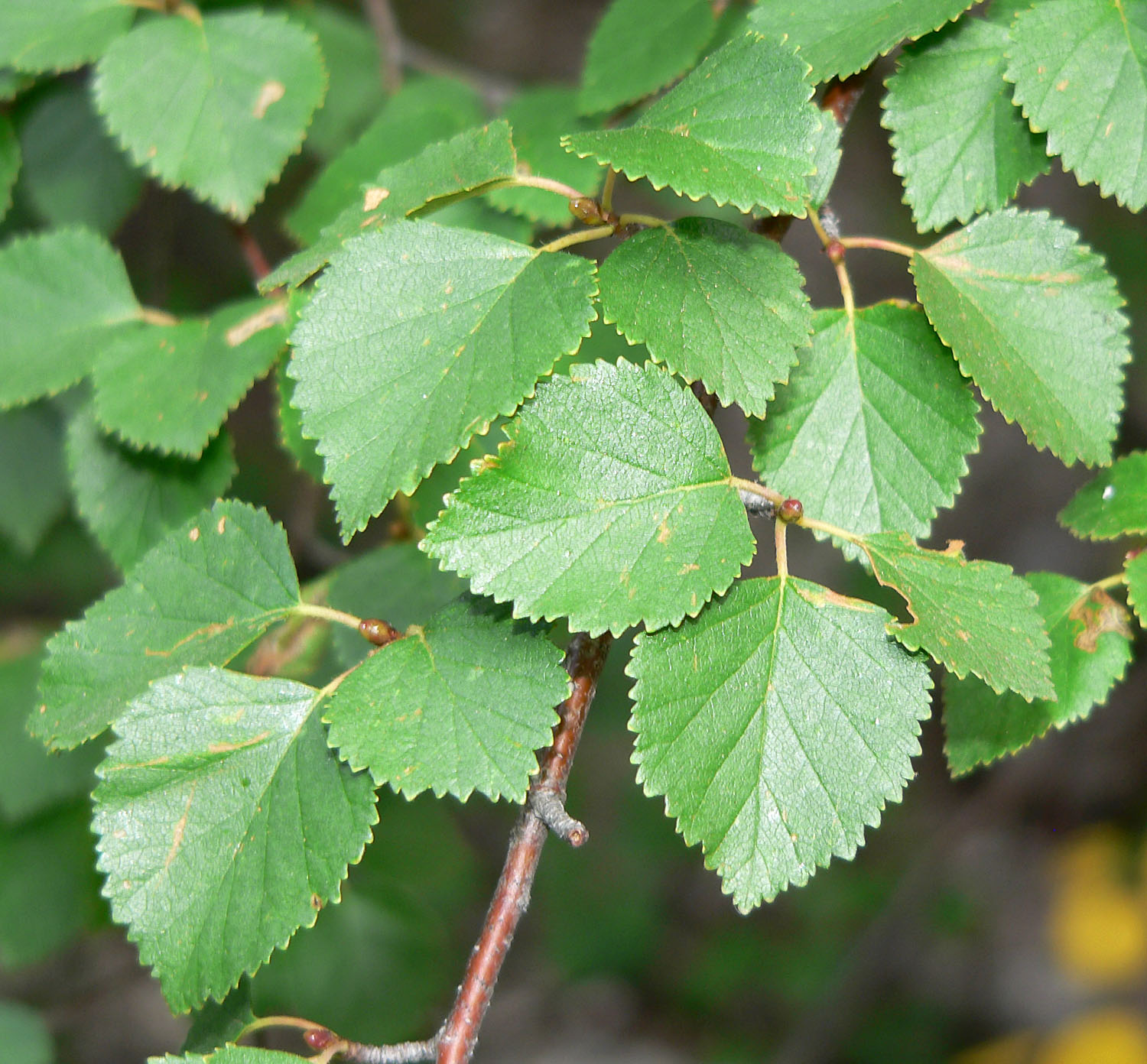
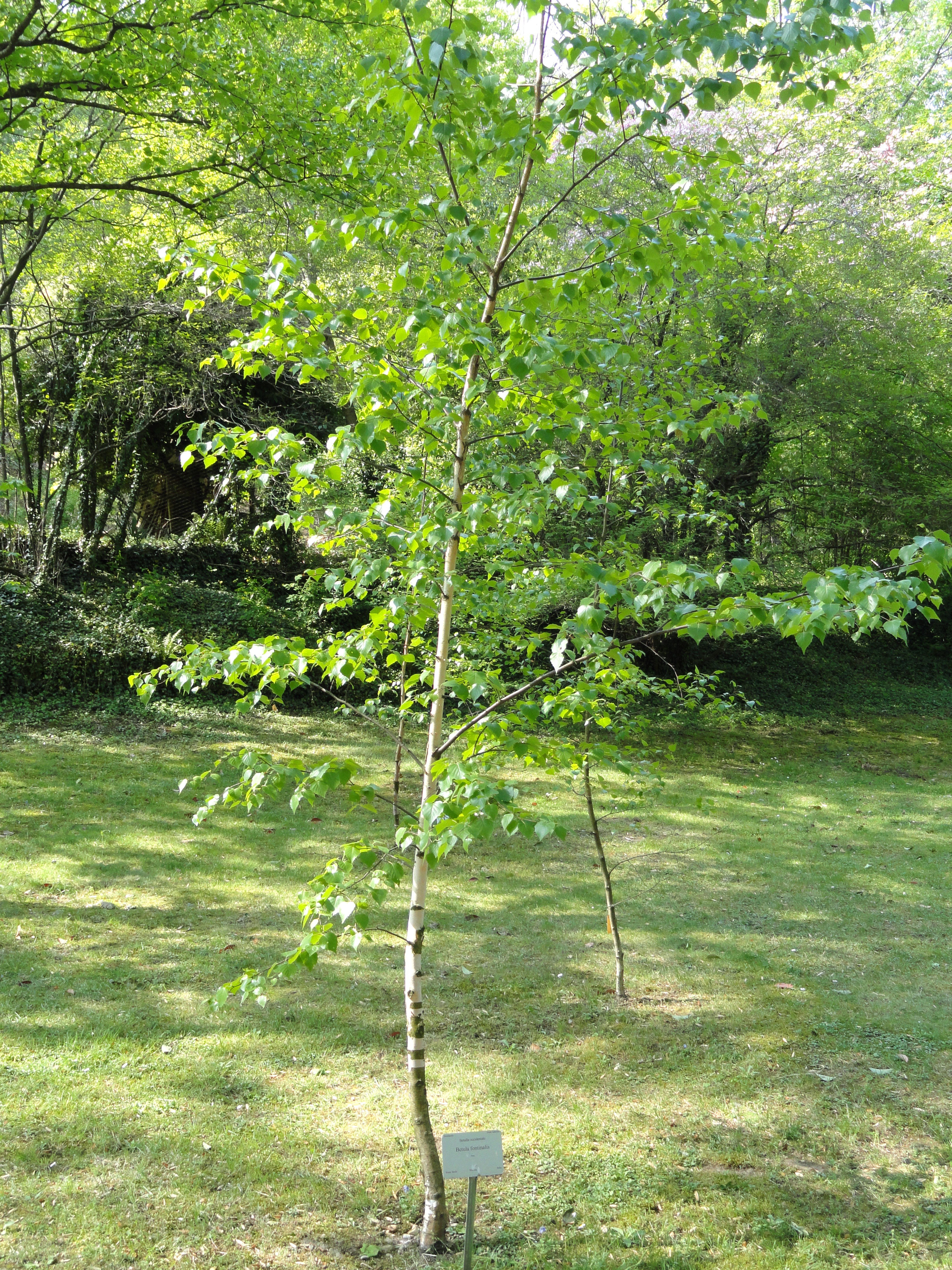